# Bailleul (Belgique)
Pour les articles homonymes, voir Bailleul.
Bailleul, aussi appelée Bailleul-en-Tournaisis pour la distinguer des autres communes homonymes, est une section de la commune belge d'Estaimpuis située en Wallonie picarde et en Flandre romane dans la province de Hainaut. 
C'était une commune à part entière avant la fusion des communes de 1977.

## Évolution démographique
- Sources : INS, Rem. : 1831 jusqu'en 1970 = recensements, 1976 = nombre d'habitants au 31 décembre.

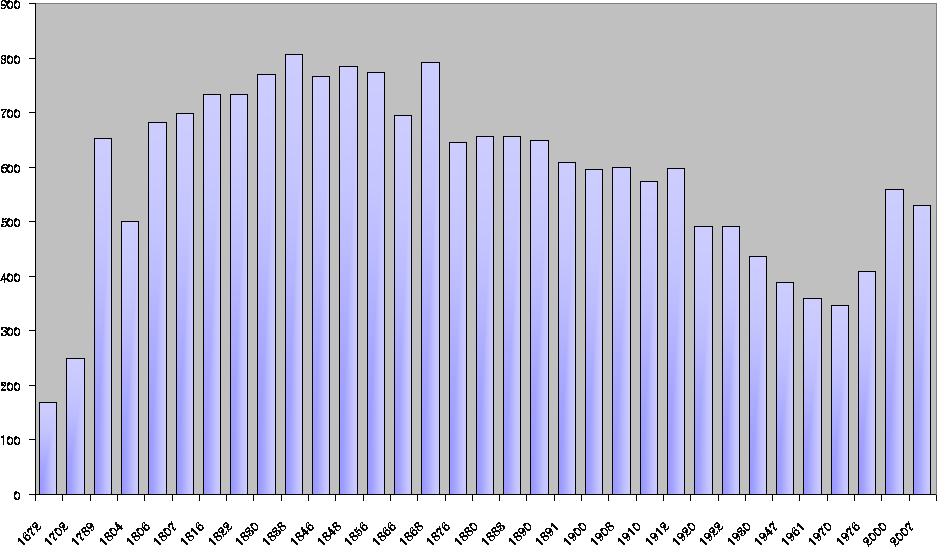

## Histoire
Par lettres données à Compiègne en mai 1695, les terres et seigneuries de Bailleul,, Esquelines (Esquelmes?) et Florent sont érigées en comté sous le nom de Bailleul au profit de Louis-François Bernard, écuyer, seigneur desdits lieux. La terre de Bailleul et celle d'Esquelines sont situées sur l'Escault (Escaut), dans le bailliage de Tournai, et celle de Florent dans la châtellenie de Lille. La terre d'Esquelines comprend un château bien bâti. Plusieurs fiefs importants relèvent de ces trois terres. Elles possèdent toutes la justice vicomtière (justice siegneuriale) et rapportent 7 à 8000 livres de revenu.

## Galerie

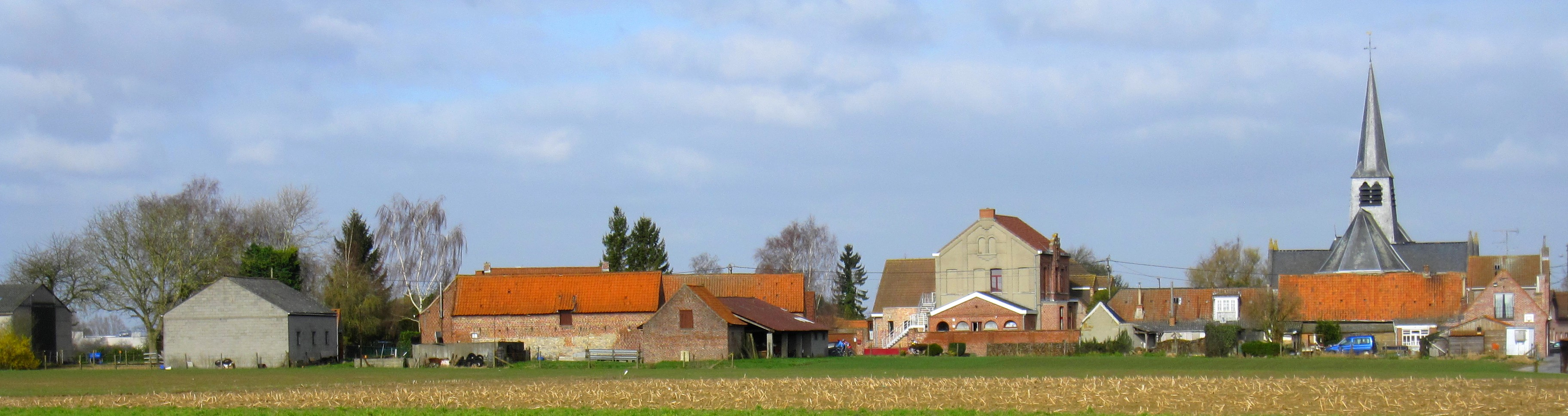
Eglise de Bailleul.
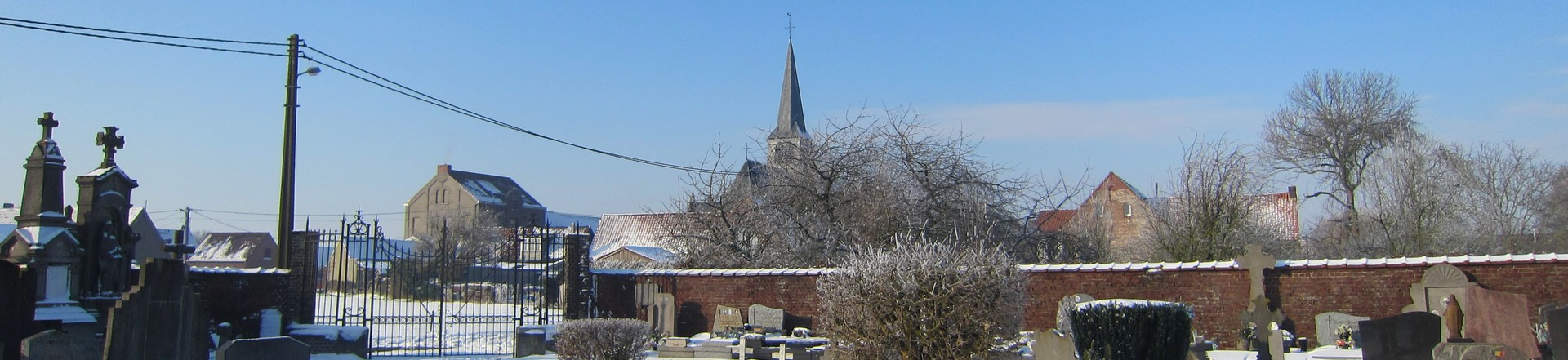
Vue panoramique de l'ancien village.